# Nihat Tosun
Nihat Tosun (* 28. Juli 1959 in Trabzon) ist ein türkischer Gesundheitspolitiker.
Tosun ist habilitierter Mediziner und arbeitet seit Anfang der 1990er Jahre mit den Schwerpunkten Orthopädie und Traumatologie im Gesundheitswesen der Türkei. Er studierte zwischen 1978 und 1984 an der Medizinischen Fakultät der Atatürk Üniversitesi.
Seit dem 21. Mai 2007 arbeitet Tosun für das Gesundheitsministerium der Türkei, seit 2. Dezember 2008 als Stellvertreter des Gesundheitsministers Recep Akdağ.
Tosun ist verheiratet und hat vier Kinder.